# 토바고 유나이티드 FC
토바고 유나이티드 FC(Tobago United F.C.)는 트리니다드 토바고의 축구팀이다. 이 팀은 1999년에 창단되었으며, 현재 트리니다드 토바고 프로 리그에 참가하고 있다.